# 小行星7413
小行星7413（7413 Galibina）是一颗绕太阳运转的小行星，为主小行星带小行星。该小行星于1990年9月24日发现。

## 轨道参数
小行星7413的轨道半长轴为3.0841475 UA，离心率为0.197。